# Steffen Kocholl
Steffen Kocholl (* 10. Mai 1983 in Öhringen) ist ein ehemaliger deutscher Profifußballspieler.
Er begann mit dem Fußballspielen beim TSV Pfedelbach. Über die TSG Öhringen kam er zu den Junioren des VfB Stuttgart. Im Seniorenbereich spielte er meist für die zweite Mannschaft des Vereins, kam aber auch einmal in der Bundesliga zum Einsatz. Seine weiteren Stationen waren Preußen Münster und der SSV Reutlingen 05. In der Saison 2009/10 spielte er für den TSV Crailsheim in Oberliga Baden-Württemberg. Von 2010 bis 2013 war er für TuRa Untermünkheim am Ball, ehe er seine Karriere beendete.
Seit 2015 ist er Assistenztrainer bei den C-Junioren des VfB Stuttgart in der C-Junioren-Regionalliga.